# Río Opeongo
El río Opeongo es un río de Canadá que discurre por el Distrito Nipissing, en la provincia de Ontario. Fluye hacia el sur y desde el brazo este del lago Opeongo dentro del Parque Algonquin, para unirse al río Madawaska (un afluente del río Ottawa) en el lago Bark, cerca de la villa Madawaska.
El río es visitado por canoistas y piragüistas. Gran parte del río, fuera del área del Parque Algonquin es usado como afluente para el parque fluvial de la provincia. 
- Datos: Q3491719
- Multimedia: Opeongo River / Q3491719